# Andrei Iwanowitsch Sytschewoi

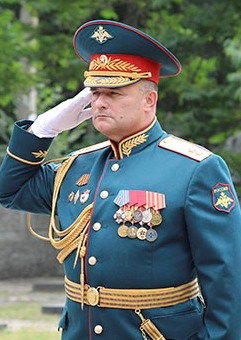
Andrei Sytschewoi (2020)

Andrei Iwanowitsch Sytschewoi (russisch Андрей Иванович Сычевой; * 16. Mai 1969 in Troitskaya, Distrikt Krymsky, Region Krasnodar, UdSSR) ist ein russischer Generalleutnant und Befehlshaber der 8. Gardearmee des Militärbezirks Süd, der an gegen die Ukraine gerichteten militärischen Handlungen beteiligt ist.
Am 28. Februar 2022 setzte die Europäische Union ihn im Zusammenhang mit dem Überfall Russlands auf die Ukraine 2022 auf die schwarze Liste und ließ sein gesamtes Vermögen einfrieren.

## Krieg gegen die Ukraine
Die Ukraine war zuletzt Hauptangriffsziel des russischen Militärbezirks Süd. Die neue 8. Armee wurde gebildet und die Präsenz des Militärbezirks auf dem Gebiet der rechtswidrig annektierten Halbinsel Krim ausgeweitet. Seit Mitte Oktober 2021 begannen russische Streitkräfte mit einem Truppenaufmarsch an bzw. in der Nähe der Grenze zur Ukraine und im besetzten ukrainischen Gebiet der Krim.
Truppen aus dem Militärbezirk Süd führten in die Ukraine umgebenden Gebieten Militärübungen durch und verlegten Artillerie sowie taktische Einheiten des Bataillons auf die Halbinsel Krim. Der Militärbezirk Süd beaufsichtigte zudem Militärübungen der Streitkräfte dieser separatistischen „Republiken“. Nachdem Wladimir Putin die Anerkennung der sogenannten Volksrepubliken Donezk und Lugansk beschlossen hatte, marschierten Soldaten des Militärbezirks Süd in das Gebiet der beiden selbstproklamierten Republiken ein. Am 24. Februar 2022 startete Russland eine groß angelegte Militärinvasion gegen die Ukraine.

## EU-Sanktionen
Am 28. Februar 2022 setzte die Europäische Union ihn im Zusammenhang mit dem Überfall Russlands auf die Ukraine 2022 auf die schwarze Liste und ließ sein gesamtes Vermögen einfrieren.